# Hull Trains
Hull Trains Company Ltd ist eine britische Eisenbahngesellschaft, die unter dem Markennamen Hull Trains seit dem Jahr 2000 eine InterCity-Verbindung zwischen dem Bahnhof King’s Cross in London und Kingston upon Hull (kurz Hull) sowie Beverley in Yorkshire betreibt. Das Tochterunternehmen der First Group ist dabei als open-access-Anbieter eigenwirtschaftlich tätig.

## Geschichte
Das Unternehmen Hull Trains Company Ltd wurde im September 1999 als gemeinsame Tochtergesellschaft der GB Railways Group Plc (80 % der Unternehmensanteile) und Renaissance Trains Ltd. (20 %) gegründet, um Reisezüge zwischen London und (Kingston upon-)Hull via Doncaster und Selby, zunächst unter dem Namen Hull Trains zu betreiben. Auf dieser etwa 300 km langen Relation wurden zu diesem Zeitpunkt keine direkten Züge anderer Bahngesellschaften angeboten.
Mit dem Erwerb der GB Railways Group durch die First Group im Jahr 2003 erwarb die First Group auch 80 % der Unternehmensanteile der Hull Trains Company Ltd. Seit Mitte 2008 wurde die Zugehörigkeit der First Group auch namentlich deutlich gemacht, indem das Unternehmen nicht mehr als Hull Trains, sondern als First Hull Trains auftrat. Auf den Zusatz wird jedoch seit 2015 wieder verzichtet.
Hull Trains ist ein „open access“-Betreiber. Die Mehrzahl der im Personenverkehr tätigen britischen Eisenbahngesellschaften betreibt im Rahmen der Privatisierung der früheren Staatsbahn British Rail entstandene Teilnetze, die in Franchising-Verfahren durch die Strategic Rail Authority vergeben werden. Hull Trains bewarb sich hingegen unabhängig davon um Zugangsrechte zum öffentlichen Schienennetz (betrieben von Railtrack bzw. Network Rail), die zunächst über einen Zeitraum von zwei Jahren und ab 2002 über einen Zeitraum von zehn Jahren gewährt wurden. Das Unternehmen ist damit nicht an Vorgaben der Strategic Rail Authority gebunden – hat jedoch im Gegensatz zu den Betreibern weniger lukrativer Teilnetze auch kein Anrecht auf mögliche Subventionen. Das britische unternehmensübergreifende Tarifsystem unter der Bezeichnung National Rail wird bei Hull Trains angewandt. Zusätzlich bietet das Unternehmen Sondertarife an, die ausschließlich in den eigenen Zügen gelten.

## Streckennetz
Hull Trains nahm im September 2000 den Betrieb mit zunächst drei Zugpaaren zwischen London und Kingston upon Hull mit Halt unter anderem in Doncaster auf. Die Fahrgastzahlen entwickelten sich positiv, so dass 2005 Montag bis Freitag sechs, samstags vier und sonn- und feiertags drei Verbindungen pro Richtung angeboten werden. Für die rund 300 km lange Strecke zwischen London und Hull benötigen die Züge zwischen 2 Stunden 33 Minuten und 2 Stunden 50 Minuten. 2004 nutzten rund 400.000 Fahrgäste das Angebot.
2008 beantragte Hull Trains bei der Vergabebehörde Office of Rail Regulation neben einer Verlängerung der bestehenden Konzession auch die Erlaubnis, eigenwirtschaftliche Reisezugverkehre ab Sommer 2009 auch zwischen Harrogate, York und London sowie ab 2010 von Grimsby und Lincoln nach London anzubieten. Dieser Antrag wurde allerdings abgelehnt.
Seit April 2015 wird ein Teil der Hull-Trains-Verbindungen über Hull hinaus bis Beverley verlängert. Zunächst wurde hier ein Zugpaar pro Wochentag angeboten, in den folgenden Jahren jedoch ergänzt. 2024 verkehren wochentags sieben Zugpaare zwischen London und Hull, von denen zwei die Fahrt bis Beverley fortsetzen bzw. dort beginnen. An Wochenenden werden sechs Zugpaare bis Hull angeboten, von denen eines bis Beverley verkehrt.

## Rollmaterial
Bei Betriebsbeginn nutzte Hull Trains angemietete Fahrzeuge des Unternehmens Anglia Railways, das ebenfalls zur Unternehmensgruppe GB Railways Group zählte. Es handelte sich dabei um vier Dieseltriebwagen der Baureihe 170 Turbostar. Diese Fahrzeuge erreichen eine Höchstgeschwindigkeit von 160 km/h und bieten je 159 Sitzplätze.
Nachdem die zunächst nur über zwei Jahre gewährten Zugangsrechte zum öffentlichen Schienennetz um zehn Jahre verlängert wurden, beschaffte Hull Trains bei Bombardier Transportation neue, 200 km/h schnelle „Pioneer“-Dieseltriebwagen der Baureihe 222. Diese Fahrzeuge wurden ab Mai 2005 an Hull Trains übergeben. Seit 2008 setzte Hull Trains ferner zwei bislang durch First Great Western genutzte „Adelante“ der Baureihe 180 von Alstom ein. Später im Jahr 2008 wurden zwei Triebzüge der Baureihe 180 gepachtet, die vier Pioneer-Triebwagen wurden im Jahr 2009 zu East Midlands Trains transferiert.
Bis 2020 wurden die „Adelante“ durch fünf neue „Paragon“-Zweikrafttriebzüge ersetzt. Die Fünfwagenzüge werden von Hitachi Transportation Systems im Rahmen des A-Train-Programms gefertigt.
| Vorhandene Fahrzeuge | Vorhandene Fahrzeuge                                        | Vorhandene Fahrzeuge   | Vorhandene Fahrzeuge | Vorhandene Fahrzeuge | Vorhandene Fahrzeuge     | Vorhandene Fahrzeuge | Vorhandene Fahrzeuge |
| Baureihe             | Bild                                                        | Typ                    | Baujahr              | Anzahl               | Leistung                 | V/max                |                      |
| -------------------- | ----------------------------------------------------------- | ---------------------- | -------------------- | -------------------- | ------------------------ | -------------------- | -------------------- |
| 802 Paragon          | Ein A-Train der Baureihe 802 im Bahnhof London King’s Cross | Triebwagen (Zweikraft) | 2018–2020            | 5                    | 2 100 kW (Dieselbetrieb) | 200 km/h             |                      |